# Jeu de données d'apprentissage
En apprentissage automatique, un jeu de données d'apprentissage (ou données d'apprentissage, ensemble d'apprentissage ou encore échantillon d'apprentissage) est un jeu de données utilisé pour entraîner un algorithme à apprendre de ces données et en faire des prédictions. 
Ce type d'algorithme est basé sur la construction d'un modèle mathématique à partir de données. En général trois jeux de données sont utilisés à différentes étapes de la construction du modèle : les données d'apprentissage, les données de validation et les données de vérification.